# Економіка Косова

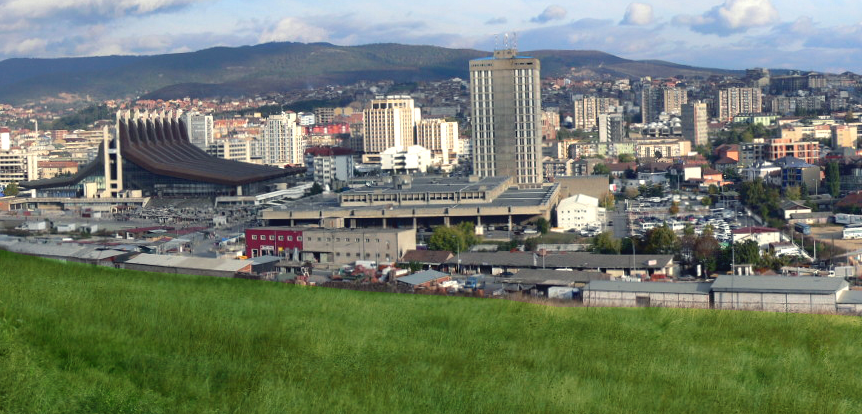
Вид на Приштину

Республіка Косово — одна з найбідніших країн Європи. Незважаючи на економічне зростання і макроекономічну стабілізацію з моменту досягнення незалежності, економіка Косова як і раніше істотно залежить від фінансових переказів з боку албанської діаспори та донорської допомоги інших країн. Дохід на душу населення за паритетом купівельної спроможності становить 7400 доларів США.
Незважаючи на значну допомогу з розвитку, Косово було найбіднішим регіоном колишньої Югославії. Протягом 90-х років погана економічна політика, міжнародні санкції, слабкий доступ до зовнішньої торгівлі та фінансів і етнічні конфлікти значно пошкодили і без того слабку економіку.

## 1999—2007 рік
У 2000 і 2001 роках зростання ВВП було негативним, у 2002 і 2003 роках, як очікувалося, склало близько 3 %. У 2004–2005 роках, Косово не в змозі компенсувати зниження іноземної допомоги. У 2004 році дефіцит товарів і послуг був близький до 70 відсотків ВВП. Грошові перекази від осіб, які проживають за кордоном становлять близько 13 відсотків ВВП, а іноземна допомога близько 34 відсотків.
Велику частину доходів з 1999 року приносила роздрібна торгівля і будівництво. Приватні сектори з 1999 року були в основному невеликими. Промисловість не розвинена і електропостачання ненадійне.
Євро — основна валюта у Косово, вона використовується UNMIK та державними органами. У 1999 році Косово прийняло німецьку марку з метою, щоб не використовувати сербський динар і, отже перейшло на євро, слідом за Німеччиною. Сербський динар досі використовується у сербській частині населення на півночі країни.

## Після здобуття незалежності

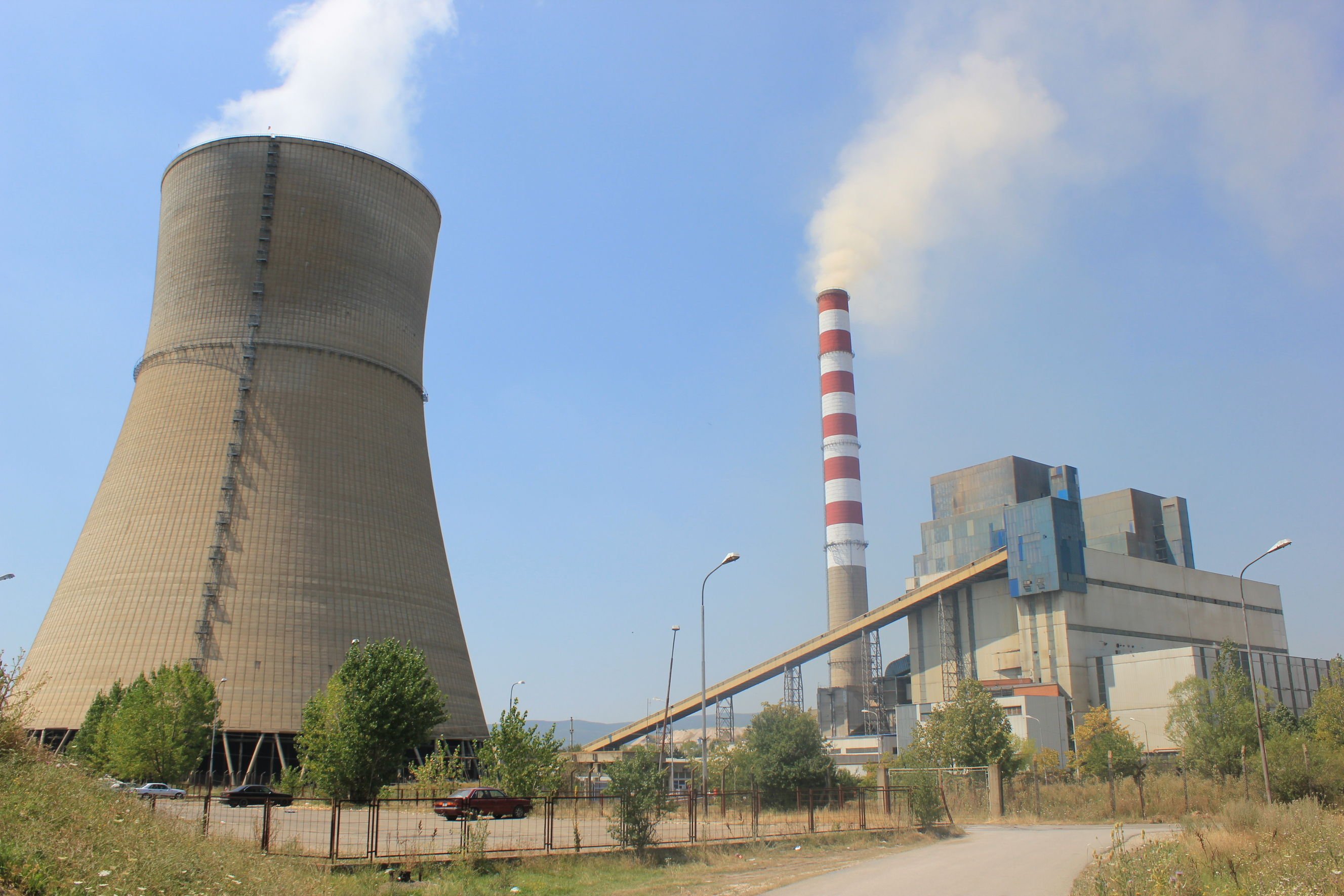
Електростанція у Косово

Безробіття у Косово у 2010 році становило від 40 % до 60 % робочої сили. У 2009 році середня заробітна плата становила 2,98 $ за одну робочу годину.
Економіку серйозно послабив невирішений міжнародний статус Косова, який ускладнює залучення інвестицій і кредитів. Економічна слабкість регіону дала можливість для процвітання тіньової економіки, у якій контрабандний бензин, сигарети і цемент є основними товарами.
З 2002 року Європейська комісія готує щорічну доповідь про Косово. У 2008 у Європейська комісія повідомила про зростання ВВП на 5,4 %, в основному за рахунок державних інвестицій.
У липні 2009 року Косово стало членом Світового банку і Міжнародного валютного фонду.
Porsche Austria відкрила торгову філію у Косово у 2008 році.

## Торгівля
Показники зовнішньої торгівлі товарів Косова показали чистий дефіцит 143100000 € у грудні 2007 року у порівнянні з дефіцитом 133 млн € за той же місяць 2006 року. З грудня 2007 експорт приблизно становить 13700000 € та імпорт 156800000 €.
Об'єктами експорту у грудні 2007 року стали такі країни: Швеція (23,9 %), Бельгія (17,6 %), Албанія (8,1 %), Сербія (8,1 %), Північна Македонія (6,2 %), Болгарія (4,7 %), інші країни ЄС (60,1 %). Країни-імпортери — Північна Македонія (15,2 %), Сербія (12,8 %), Німеччина (10,6 %), Китай (6,8 %), Туреччина (5,5 %) інші країни ЄС (36,5 %).

## Азартні ігри
Азартні ігри в Косово діяли в країні ще до проголошення незалежності від Сербії, були легальними з 2008 до 2019 і є повністю забороненими з 2019 року терміном до 2029-го року. В країні є популярними нелегальні ставки на спорт. Єдиним виключенням з заборони є Косовська лотерея (Lotaria e Kosoves).